# Ildefonso Pereda Valdés
Ildefonso Pereda Valdés (* 6. März 1899 in Tacuarembó, Dept. Tacuarembó; † 17. Juli 1996 in Montevideo) war ein Schriftsteller aus Uruguay. 
Pereda Valdés studierte an der Universität von Montevideo Rechtswissenschaften. Nach erfolgreichem Abschluss seiner Studien bekam er in Montevideo eine Anstellung als Lehrer. 1920 gründete er zusammen mit Federico Morador die literarische Zeitschrift „Los Nuevos“ und diese wurde bald zum Sprachrohr junger Schriftsteller, die sich gleich Pereda Valdés am literarischen Leben Frankreichs und Spaniens orientierten (Modernismo). 

## Werk
In seinem  gesamten schriftstellerischen Werk beschäftigte sich Pereda Valdés mit der kulturellen Vielfalt seines Landes. In seiner Lyrik thematisierte er immer wieder die Folklore der Sklaven und der Indianer ebenso wie er sich in seinen Essays und Sachbüchern damit auseinandersetzte. Sein Werk „El negro en el Uruguay“ löste bei seinem Erscheinen kontroverse Diskussionen aus.

## Werke
Lyrik
- La casa illuminada. 1920.
- La guitarra de los negros. 1926.
- El libro de la colegiàle. 1921.
- Música y acero.
- Raza negra. 1929.

Prosa
- El sueño de Chaplin.
- Un hombre en la paantalla.

Sachbücher
- Dinámica del folklore. 1966.
- Línea de color.
- El negro en el Uruguay. Pasado y presente. 1965.
- El negro ríoplatense y otros ensayos. 1937.
- Lo negro y lo mulatto en la poesía cubana. 1970.
- Negros esclavos y negros libroes.

Übersetzungen
- Guillaume Apollinaire
- Jean Cocteau
- Max Jacob
- Pierre Reverdy